# Kostel svatého Filipa a Jakuba (Roztoky u Jilemnice)
Kostel svatého Filipa a Jakuba je barokní kostel v obci Roztoky u Jilemnice.

## Historie
Původní kostel stál v dolní části obce na vysokém návrší (není však přesně jisté kde) a byl již v roce 1384 spravován vlastním farářem. V období husitských válek byl vypálen a později znovu postaven.  Starý kostel svými malými rozměry a s obtížným přístupem zejména v zimním období nevyhovoval potřebám farnosti. Z tohoto důvodu bylo započato se stavbou nového a většího kostela uprostřed obce. Nový kostel byl postaven roku 1739. Roku 1788 byla při kostele zřízena samostatná farnost.

## Popis
Kostel svatého Filipa a Jakuba je jednolodní barokní stavba se zkosenými nárožími. Celá je postavena z červeného pískovce. Po stranách presbyteria je přistavěna kaple i sakristie. Západní průčelí je tvořeno mohutnou hranolovou věží, která je zakončena cibulovou střechou s makovicí. Presbytář a loď jsou plochostropé, nástupní prostor v podvěží je uzavřen klenbou křížovou. Dřevěná kruchta v západní části lodi je nesena bohatě vyřezávanými sloupky. 
Interiér doplňuje velmi cenný mobiliář. V kostele jsou oltáře sv. Jana Nepomuckého a Panny Marie Lurdské.

## Hřbitov
Kolem kostela se nachází hřbitov, na kterém se nalézají náhrobky s dochovanými a velmi cennými sochařskými pracemi z 19. století. Mezi nejdůležitější a nejvýznamnější patří:
- Náhrobek Antonína Mečíře -  novogotický artefakt z r. 1874 od Antonína Suchardy z Nové Paky.
- Náhrobek rodiny Chrtkovy -  klasicistní drobná architektura z r. 1879 s litinovým křížem
- Náhrobek rodiny Klazarovy -  mohutný odstupňovaný podstavec s profilovanou římsou zdobenou akroteriemi z r. 1854.
- Náhrobek rodiny Janouškovy -  klasicistní architektura se segmentovou hlavicí z poloviny 19. století.
- Náhrobek rodiny Kuželovy -  mohutný podstavec se segmentovou římsou a obdélným výklenkem z r. 1859. Římsa zdobená rostlinnými motivy.
- Náhrobek Josefa Bouška -  rustikální podstavec z r. 1867.
- Náhrobek rodiny Schreinerové -  rustikální podstavec z r. 1870 o velikosti 130 cm s křížem zobrazující kmen stromu zdobený věncem z květin.
- Hranolový podstavec -  bez textu o velikosti 120 cm. Světlý zvětralý pískovec.
- Náhrobek rodiny Mečířovy -  na odstupňovaném soklu s podstavcem z r. 1880 od Antonína Suchardy z Nové Paky stojí postava plačícího anděla o velikosti 140 cm, který se opírá pravou rukou o peň stromu, z něhož vyrůstá kříž zdobený listovím. [3]